# Closer (album của Shayne Ward)
Closer là album thứ 4 trong sự nghiệp âm nhạc của Shayne Ward sau nhiều năm vắng bóng. 

## Nội dung
Album gồm 10 bài hát:
|    | Name                         | Time |
| -- | ---------------------------- | ---- |
| 1  | Moving Target                | 3:05 |
| 2  | My Heart Would Take You Back | 3:29 |
| 3  | I Never Said                 | 3:16 |
| 4  | The Way You Were             | 3:46 |
| 5  | Too Much to Lose             | 3:39 |
| 6  | Crying, Lying Eyes           | 3:14 |
| 7  | I'm so Proud of You          | 3:54 |
| 8  | Make It Simple               | 3:12 |
| 9  | Fake                         | 3:15 |
| 10 | I Let You Get Away           | 3:11 |

Ca khúc "My heart would take you back" sẽ là single đầu tiên của album. Album sẽ phát hành vào ngày 13 tháng 4 năm 2015.